# Apple silicon
Apple silicon is een verzamelnaam voor een breed scala aan System on Chips (SoC's)- en System in Package (SiP)-processoren gemaakt door Apple Inc. die hun mobiele apparaten en sinds 2020 ook de Mac-computers aansturen. Om de voeding- en ruimtebeperkingen, die gewoonlijk zijn bij mobiele apparaten, op te vangen, combineren deze chips een centrale verwerkingseenheid (cve of CPU) met andere onderdelen, waarbij ze verwerkt zijn in een smal en compact pakketje. Johny Srouji heeft de leiding over het siliciumontwerp.

## Hoofdprocessorreeks

### A-serie
De A-serie is een serie SoC's die wordt gebruikt in de iPhone, iPad, iPod touch en de Apple TV. De chip is een combinatie van een processor en een grafische processor in een enkele behuizing.
- Apple A4
- Apple A5
- Apple A5X
- Apple A6
- Apple A6X
- Apple A7
- Apple A8
- Apple A8X
- Apple A9
- Apple A9X
- Apple A10 Fusion
- Apple A10X Fusion
- Apple A11 Bionic
- Apple A12 Bionic
- Apple A12X Bionic
- Apple A12Z Bionic
- Apple A13 Bionic
- Apple A14 Bionic
- Apple A15 Bionic
- Apple A16 Bionic

| Naam              | Modelnummer | Afbeelding | Halfgeleidertechnologie | Fabrikant | Die       | Transistors  | CPU-instructieset | CPU                                                    | CPU-cache                                                      | GPU                           | Soort geheugentechnologie                           | Uitgebracht    | Gebruikmakende apparaten                                                                                        |
| ----------------- | ----------- | ---------- | ----------------------- | --------- | --------- | ------------ | ----------------- | ------------------------------------------------------ | -------------------------------------------------------------- | ----------------------------- | --------------------------------------------------- | -------------- | --- |
|                   | APL0098     |            | 90 nm                   | Samsung   | 72 mm     |              | ARMv6             | 412 MHz                                                | L1i: 16 KB L1d: 16 KB                                          | PowerVR MBX Lite              | 16 bit, Single-channel 133 MHz LPDDR (533 MB/s)     | Juni 2007      | - iPhone (1ste gen.) - iPod Touch (1ste gen.) - iPhone 3G                                                       |
|                   | APL0278     |            | 65 nm                   | Samsung   | 36 mm2    |              | ARMv6             | 412–533 MHz single-core ARM11                          | L1i: 16 KB L1d: 16 KB                                          | PowerVR MBX Lite              | 32 bit, Single-channel 133 MHz LPDDR (1066 MB/s)    | September 2008 | - iPod Touch (2de gen.) - iPod Nano (4de gen.)                                                                  |
|                   | APL0298     |            | 65 nm                   | Samsung   | 71,8 mm2  |              | ARMv7             |                                                        | L1i: 32 KB L1d: 32 KB                                          |                               |                                                     | Juni 2009      | - iPhone 3GS |
|                   | APL2298     |            | 45 nm                   | Samsung   | 41,6 mm2  |              | ARMv7             |                                                        | L1i: 32 KB L1d: 32 KB                                          |                               |                                                     | September 2009 | - iPod Touch (3de gen.)                                                                                         |
| Apple A4          | APL0398     |            | 45 nm                   | Samsung   | 53,3 mm2  |              | ARMv7             |                                                        | L1i: 32 KB L1d: 32 KB                                          |                               |                                                     | April 2010     | - iPad (1ste gen.) - iPhone 4 - iPod Touch (4de gen.) - Apple TV (2de gen.)                                     |
| Apple A5          | APL0498     |            | 45 nm                   | Samsung   | 122,2 mm2 |              | ARMv7             |                                                        | L1i: 32 KB L1d: 32 KB                                          |                               |                                                     | Maart 2011     | - iPhone 4S - iPad 2                                                                                            |
| Apple A5          | APL2498     |            | 32 nm Hk MG             | Samsung   | 69,6 mm2  |              | ARMv7             |                                                        | L1i: 32 KB L1d: 32 KB                                          |                               |                                                     | Maart 2012     | - Apple TV (3de gen.) - iPod Touch (5de gen.) - iPad Mini (1ste gen.)                                           |
| Apple A5          | APL7498     |            | 32 nm Hk MG             | Samsung   | 37,8 mm2  |              | ARMv7             |                                                        | L1i: 32 KB L1d: 32 KB                                          |                               |                                                     | Januari 2013   | - Apple TV (3de gen. rev. A)                                                                                    |
| Apple A5X         | APL5498     |            | 45 nm                   | Samsung   | 165 mm2   |              | ARMv7             |                                                        | L1i: 32 KB L1d: 32 KB                                          |                               |                                                     | Maart 2012     | - iPad (3de gen.)                                                                                               |
| Apple A6          | APL0598     |            | 32 nm Hk MG             | Samsung   | 96,71 mm2 |              | ARMv7s            |                                                        | L1i: 32 KB L1d: 32 KB                                          |                               |                                                     | September 2012 | - iPhone 5 - iPhone 5c                                                                                          |
| Apple A6X         | APL5598     |            | 32 nm Hk MG             | Samsung   | 123 mm2   |              | ARMv7s            |                                                        | L1i: 32 KB L1d: 32 KB                                          |                               |                                                     | November 2012  | - iPad (4de gen.)                                                                                               |
| Apple A7          | APL0698     |            | 28 nm Hk MG             | Samsung   | 102 mm2   | ≈1 miljard   | ARMv8.0-A         |                                                        | L1i: 64 KB L1d: 64 KB                                          |                               |                                                     | September 2013 | - iPhone 5S - iPad Mini 2 - iPad Mini 3                                                                         |
| Apple A7          | APL5698     |            | 28 nm Hk MG             | Samsung   | 102 mm2   | ≈1 miljard   | ARMv8.0-A         |                                                        | L1i: 64 KB L1d: 64 KB                                          |                               |                                                     | Oktober 2013   | - iPad Air (2013)                                                                                               |
| Apple A8          | APL1011     |            | 20 nm Hk MG             | TSMC      | 89 mm2    | ≈2 miljard   | ARMv8.0-A         |                                                        | L1i: 64 KB L1d: 64 KB                                          |                               |                                                     | September 2014 | - iPhone 6 - iPhone 6 Plus - iPod Touch (6de gen.) - iPad Mini 4 - Apple TV (4de gen.) - HomePod                |
| Apple A8X         | APL1012     |            | 20 nm Hk MG             | TSMC      | 128 mm2   | ≈3 miljard   | ARMv8.0-A         |                                                        | L1i: 64 KB L1d: 64 KB                                          |                               | 64-bit Dual-channel 800 MHz LPDDR3-1600 (25,6 GB/s) | Oktober 2014   | - iPad Air 2 |
| Apple A9          | APL0898     |            | 14 nm FinFET            | Samsung   | 96 mm2    | > 2 miljard  | ARMv8.0-A         | 1,85 GHz dual-core Twister                             | L1i: 64 KB L1d: 64 KB                                          | PowerVR GT7600 (hexa-core)    |                                                     | September 2015 | - iPhone 6S - iPhone 6S Plus - iPhone SE - iPad (2017)                                                          |
| Apple A9          | APL1022     |            | 16 nm FinFET            | TSMC      | 104,5 mm2 | > 2 miljard  | ARMv8.0-A         | 1,85 GHz dual-core Twister                             | L1i: 64 KB L1d: 64 KB                                          | PowerVR GT7600 (hexa-core)    |                                                     | September 2015 | - iPhone 6S - iPhone 6S Plus - iPhone SE - iPad (2017)                                                          |
| Apple A9X         | APL1021     |            | 16 nm FinFET            | TSMC      | 143,9 mm2 | > 3 miljard  | ARMv8.0-A         |                                                        | L1i: 64 KB L1d: 64 KB                                          |                               |                                                     | November 2015  | - iPad Pro (12,9 inch) (1st gen.) - iPad Pro (9,7 inch)                                                         |
| Apple A10 Fusion  | APL1W24     |            | 16 nm FinFET            | TSMC      | 125 mm2   | > 4 miljard  | ARMv8.1-A         | 2,34 GHz quad-core (2x Hurricane + 2x Zephyr)          | P kern: L1i: 64 KB L1d: 64 KB E kern: L1i: 32 KB L1d: 32 KB    |                               |                                                     | September 2016 | - iPhone 7 - iPhone 7 Plus - iPad (2018) - iPod Touch (7de gen.)                                                |
| Apple A10X Fusion | APL1071     |            | 10 nm FinFET            | TSMC      | 96,4 mm2  | > 4 miljard  | ARMv8.1-A         | 2,36 GHz hexa-core (3x Hurricane + 3x Zephyr)          | P kern: L1i: 64 KB L1d: 64 KB E kern: L1i: 32 KB L1d: 32 KB    |                               |                                                     | Juni 2017      | - iPad Pro (10,5 inch) - iPad Pro (12,9 inch) (2de gen.) - Apple TV 4K\|}                                       |
| Apple A11 Bionic  | APL1W72     |            | 10 nm FinFET            | TSMC      | 87,66 mm2 | 4,3 miljard  | ARM-v8.2-A        | 2,39 GHz hexa-core (2x Monsoon + 4x Mistral)           | P kern: L1i: 64 KB L1d: 64 KB E kern: L1i: 32 KB L1d: 32 KB    |                               | 64-bit Single-channel 2133 MHz LPDDR4X              | September 2017 | - iPhone 8 - iPhone 8 Plus - iPhone X                                                                           |
| Apple A12 Bionic  | APL1W81     |            | 7 nm (N7) FinFET        | TSMC      | 83,27 mm2 | 6,9 miljard  | ARMv8.3-A         | 2,49 GHz hexa-core (2x Vortex + 4x Tempest)            | P kern: L1i: 128 KB L1d:128 KB E kern: L1i: 32 KB L1d: 32 KB   | Apple Custom GPU (quad-core)  | 64-bit Single-channel 2133 MHz LPDDR4X              | September 2018 | - iPhone XS - iPhone XS Max - iPhone XR - iPad Air (2019) - iPad Mini (2019) - iPad (2020)                      |
| Apple A12X Bionic | APL1083     |            | 7 nm (N7) FinFET        | TSMC      | ≈135 mm2  | 10 miljard   | ARMv8.3-A         | 2,49 GHz octa-core (4x Vortex + 4x Tempest)            | P kern: L1i: 128 KB L1d:128 KB E kern: L1i: 32 KB L1d: 32 KB   | Apple Custom GPU (hepta-core) | 64-bit Dual-channel 2133 MHz LPDDR4X (68,2 GB/s)    | Oktober 2018   | - iPad Pro (11,0 inch) - iPad Pro (12,9 inch) (3de gen.)                                                        |
| Apple A12ZBionic  | APL1083     |            | 7 nm (N7) FinFET        | TSMC      | ≈135 mm2  | 10 miljard   | ARMv8.3-A         | 2,49 GHz octa-core (4x Vortex + 4x Tempest)            | P kern: L1i: 128 KB L1d:128 KB E kern: L1i: 32 KB L1d: 32 KB   |                               |                                                     | Oktober 2020   | - iPad Pro (11,0 inch) (2de gen.) - iPad Pro (12,9 inch) (4de gen.) - Developer Transition Kit                  |
| Apple A13 Bionic  | APL1W85     |            | 7 nm (N7P) FinFET       | TSMC      | ≈98,5 mm2 | 8,5 miljard  | ARMv8.4-A         | 2,65 GHz hexa-core (2x Lightning + 4x Thunder)         | P kern: L1i: 192 KB L1d: 128 KB E kern: L1i: 94 KB L1d: 48 KB  |                               |                                                     | September 2019 | - iPhone 11 - iPhone 11 Pro - iPhone 11 Pro Max - iPhone SE (2de gen.) - iPad (9de gen.) - Apple Studio Display |
| Apple A14 Bionic  | APL1W87     |            | 5 nm (N5) FinFET        | TSMC      | ≈88 mm2   | 11,8 miljard | ARMv8.5-A         | 3,09 GHz hexa-core (2x Firestorm + 4x Icestorm)        | P kern: L1i: 192 KB L1d: 128 KB E kern: L1i: 128 KB L1d: 64 KB |                               |                                                     | September 2020 | - iPad Air (4de gen.) - iPhone 12 - iPhone 12 Mini - iPhone 12 Pro - iPhone 12 Pro Max                          |
| Apple A15 Bionic  | APL1W07     |            | 5 nm (N5P) FinFET       | TSMC      | ≈107 mm2  | 15 miljard   | ARMv8.5-A         | 2,93 - 3,23 GHz hexa-core (2x Avalanche + 4x Blizzard) | P kern: L1i: 192 KB L1d: 128 KB E kern: L1i: 128 KB L1d: 64 KB |                               |                                                     | September 2021 | - iPad Mini (6de gen.) - iPhone SE (3de gen.) - iPhone 13 (Mini, Pro, Pro Max) - iPhone 14 - iPhone 14 Plus     |
| Apple A16 Bionic  | APL1W10     |            | 5 nm (N4) FinFET        | TSMC      |           | 16 miljard   | ARMv8.6-A         | 3,46 GHz hexa-core (2x Everest + 4x Sawtooth)          | P kern: L1i: 192 KB L1d: 128 KB E kern: L1i: 128 KB L1d: 64 KB |                               |                                                     | September 2022 | - iPhone 14 Pro - iPhone 14 Pro Max                                                                             |

### M-serie
De M-serie van hoofdprocessors is een SiP die wordt gebruikt in specifieke Mac-computers en de iPad Pro's sinds 2021.
- Apple M1 (Pro, Max, Ultra)
- Apple M2 (Pro, Max, Ultra)
- Apple M3 (Pro, Max, Ultra)
- Apple M4 (Pro, Max)

| Naam     | Modelnummer | Afbeelding               | Halfgeleidertechnologie | Fabrikant | Transistors  | Uitgebracht   |
| -------- | ----------- | ------------------------ | ----------------------- | --------- | ------------ | ------------- |
| M1       | APL1102     | Apple M1 processor       | 5 nm FinFET (N5)        | TSMC      | 16 miljard   | November 2020 |
| M1 Pro   | APL1103     | Apple M1 Pro processor   | 5 nm FinFET (N5)        | TSMC      | 33,7 miljard | Oktober 2021  |
| M1 Max   | APL1105     | Apple M1 Max processor   | 5 nm FinFET (N5)        | TSMC      | 57 miljard   | Oktober 2021  |
| M1 Ultra | APL1W06     | Apple M1 Ultra processor | 5 nm FinFET (N5)        | TSMC      | 114 miljard  | Maart 2022    |
| M2       | APL1109     | Apple M2 processor       | 5 nm FinFET (N5P)       | TSMC      | 20 miljard   | Juni 2022     |
| M2 Pro   | APL1113     |                          | 5 nm FinFET (N5P)       | TSMC      | 40 miljard   | Januari 2023  |
| M2 Max   | APL1111     |                          | 5 nm FinFET (N5P)       | TSMC      | 67 miljard   | Januari 2023  |
| M2 Ultra | APL1W12     |                          | 5 nm FinFET (N5P)       | TSMC      | 134 miljard  | Juni 2023     |
| M3       | APL1201     |                          | 3 nm FinFET (N3B)       | TSMC      | 25 miljard   | Oktober 2023  |
| M3 Pro   | APL1203     |                          | 3 nm FinFET (N3B)       | TSMC      | 37 miljard   | Oktober 2023  |
| M3 Max   | APL1204     |                          | 3 nm FinFET (N3B)       | TSMC      | 92 miljard   | Oktober 2023  |
| M4       | APL1206     |                          | 3 nm FinFET (N3E)       | TSMC      | 28 miljard   | Mei 2024      |
| M4 Pro   |             |                          | 3 nm FinFET (N3E)       | TSMC      |              | November 2024 |
| M4 Max   |             |                          | 3 nm FinFET (N3E)       | TSMC      |              | November 2024 |
| M3 Ultra |             |                          | 3 nm FinFET (N3B)       |           | 184 miljard  | Maart 2025    |

### S-serie
De S-serie is een serie chips die wordt gebruikt in de Apple Watch en de HomePod mini.
- Apple S1
- Apple S1P
- Apple S2
- Apple S3
- Apple S4
- Apple S5
- Apple S6
- Apple S7
- Apple S8

| Naam | Modelnummer | Afbeelding | Halfgeleidertechnologie | Uitgebracht    |
| ---- | ----------- | ---------- | ----------------------- | -------------- |
| S1   | APL0778     |            | 28 nm Hk MG             | April 2015     |
| S1P  | Niet bekend |            | Niet bekend             | September 2016 |
| S2   | Niet bekend |            | Niet bekend             | September 2016 |
| S3   | Niet bekend |            | Niet bekend             | September 2017 |
| S4   | Niet bekend |            | 7 nm (TSMC N7)          | September 2018 |
| S5   | Niet bekend |            | 7 nm (TSMC N7)          | September 2019 |
| S6   | Niet bekend |            | 7 nm (TSMC N7P)         | September 2020 |
| S7   | Niet bekend |            | 7 nm (TSMC N7P)         | Oktober 2021   |
| S8   | Niet bekend |            | 7 nm (TSMC N7P)         | September 2022 |

### T-serie
De T-serie is een serie besturingschips voor beveiliging en aansturing van systeemonderdelen, zoals audio en de vingerafdruksensor.
- Apple T1
- Apple T2

| Naam | Modelnummer | Afbeelding         | Halfgeleidertechnologie | Uitgebracht   |
| ---- | ----------- | ------------------ | ----------------------- | ------------- |
| T1   | APL1023     | Apple T1 Processor |                         | November 2016 |
| T2   | APL1027     | Apple T2 Processor | TSMC 16 nm FinFET       | December 2017 |

### W-serie
De W-serie is een serie chips die zijn gericht op het aansturen van draadloze connectiviteit, zoals bluetooth en wifi.
- Apple W1
- Apple W2
- Apple W3

| Naam | Modelnummer         | Afbeelding    | Bluetooth | Uitgebracht    |
| ---- | ------------------- | ------------- | --------- | -------------- |
| W1   | 343S00130 343S00131 | Apple W1 chip | 4.2       | December 2016  |
| W2   | 338S00348           | Apple W2 chip | 5.0       | September 2017 |
| W3   | 338S00464           | Apple W3 chip | 5.3       | September 2018 |

### H-serie
De H-serie is een chip die wordt toegepast in AirPods en andere draadloze hoofdtelefoons van Apple.
- Apple H1
- Apple H2

| Naam | Modelnummer                                                                                            | Afbeelding                                                                  | Bluetooth | Uitgebracht    |
| ---- | --- | --------------------------------------------------------------------------- | --------- | -------------- |
| H1   | 343S00289 (AirPods 2de gen.) 343S00290 (AirPods 2de gen.) 343S00404 (AirPods Max) H1 SiP (AirPods Pro) | Apple H1 chip · Apple H1 chip · Apple H1 chip · Apple H1 SiP · Apple H1 SiP | 5.0       | Maart 2019     |
| H2   | Niet bekend                                                                                            |                                                                             | 5.3       | September 2022 |

### U-serie
De U-serie is een chip die is gericht op ultra-breedbandtechnologie voor het nauwkeurig meten van afstanden.
- Apple U1

| Naam | Modelnummer | Afbeelding    | CPU                | Halfgeleidertechnologie | Fabrikant | Uitgebracht    |
| ---- | ----------- | ------------- | ------------------ | ----------------------- | --------- | -------------- |
| U1   | TMK A75     | Apple U1 chip | Cortex M4 ARMv7E-M | 16 nm (16FF) FinFET     | TSMC      | September 2019 |

## Co-processors

### M-serie
- Apple M7
- Apple M8
- Apple M9
- Apple M10
- Apple M11
- Apple M12